# گوریل کرینگن
گوریل کرینگن (نروژی: Gøril Kringen؛ زادهٔ ۲۸ ژانویهٔ ۱۹۷۲) بازیکن فوتبال اهل نروژ بود.
وی به‌همراه تیم ملی فوتبال زنان نروژ در بازی‌های المپیک تابستانی ۲۰۰۰ به مقام قهرمانی دست پیدا کرده‌است.